# Karl F. Masuhr
Karl Friedrich Masuhr (* 1939 in Riesenburg, Westpreußen) ist ein deutscher Neurologe, Psychiater und Buchautor.

## Leben
Karl F. Masuhr entstammt einer Arzt- und Künstlerfamilie: Die Eltern waren Mediziner, auch zwei Geschwister waren fachärztlich tätig. Der Maler Dieter Masuhr ist sein Bruder, die Schriftstellerin Katharina Born seine Nichte, der Schriftsteller Nicolas Born sein Schwager, die Schauspielerin Hansi Jochmann ist seine Schwägerin.
Von 1958 bis 1964 studierte Karl F. Masuhr Medizin, Philosophie, Film und Theaterwissenschaft in Köln, Gießen und München. In Köln folgte das Staatsexamen und die Promotion zum Doktor der Medizin. Seine Ausbildung zum Facharzt machte Masuhr von 1969 bis 1973 als wissenschaftlicher Assistent der Neurologie und Psychiatrie an den Kliniken der Ruprecht-Karls-Universität Heidelberg. Als Oberarzt und Assistenzprofessor für Neurologie war Masuhr von 1973 bis 1979 an der Freien Universität Berlin tätig.
Masuhr war von 1972 bis 1974 im Präsidium des Deutschen Ärztetages engagiert. Neben seiner Tätigkeit als Landesarzt beim Senator für Gesundheit Berlin von 1980 bis 1983 war Masuhr in der Redaktion Die Berliner Ärztekammer tätig. Von 1984 bis 2006 war er Leiter der Neurologischen Klinik Zell (Mosel) und von 1994 bis 2006 zudem Sachverständiger für das Institut für medizinische und pharmazeutische Prüfungsfragen (IMPP) in Mainz.
Masuhr publizierte eine Reihe von Artikeln mit den Themenschwerpunkten Medien- und Gruppendidaktik, neuroradiologische Bildgebung, Video-Elektroenzephalografie und Anfallskrankheiten, Psychosomatik in der Neurologie und Biografische Medizin.

## Werk

### Buchveröffentlichungen
- mit  Götz Aly, Maria Lehmann, Karl Heinz Roth, Ulrich Schultz: Reform und Gewissen. „Euthanasie“ im Dienst des Fortschritts. Rotbuch, Berlin 1985, ISBN 3-88022-951-1. (2. Auflage Bielefeld 2009, ISBN 978-3-940529-72-5)
- Neurologie (= Duale Reihe). Hippokrates, Stuttgart 1989; ISBN 3-7773-0840-4; 7. Auflage, mit Florian Masuhr und Marianne Neumann, Thieme, Stuttgart 2013, ISBN 978-3-13-135947-6.
- Extrapyramidale Hyperkinesen. Ein Leitfaden für Klinik und Praxis. Thieme, Stuttgart 2000, ISBN 3-13-105601-0.
- Die Visite. Ein Satyrspiel in zwei Teilen. Hoof, Berlin 2014, ISBN 978-3-936345-94-0.
- Ärzte, Dichter und Rebellen – psychosomatische Aspekte ihres Wirkens. Königshausen & Neumann, Würzburg 2018, ISBN 978-3-8260-6300-8.

### Regiearbeiten
- Fernsehspiel Nacht mit Gästen von Peter Weiß, Südwestfunk 1967
- Drehbuch und Regie des Spielfilms Kinder, Südwestfunk 1970
- Theater-Inszenierungen für die szene 60 Neuwied und das Ateliertheater Andernach: „Die Alte auf der Schaukel“, „Maleparthus“ (K.F. Masuhr); nach Parisaufenthalt Inszenierungen: „Opfer der Pflicht“ (E. Ionesco), Stücke von R. de Obaldia, Molière, J.P. Sartre, T. Różewicz und M. Frisch.
- Zusammenarbeit (Dramaturgie) mit dem FWT Köln („Doktorspiele“; „Ich denke sowieso mit dem Knie“)

## Gründungen
- szene 60, eine Künstlergruppe, die von den Brüdern Karl Friedrich und Dieter Masuhr gegründet wurde, um  Anti-Theater zu inszenieren (Obaldia, Ionesco), Kunstausstellungen und Autorenlesungen (Rolf Haufs, Günter Grass) zu veranstalten. Die szene 60 wurde von dem Schriftsteller Henner Voss als „Lichtblick“ in der Stadt Neuwied beschrieben.[7]
- Arbeitsgemeinschaft für Psychosomatik in der Neurologie (AGPM): Zusammenschluss von Neurologen der integrierten Psychosomatik[8][9]
- medart-Forum für Medizin, Didaktik und Kunst. Versuch der Verbindung von Kunst und Medizin (vgl. Das Buch Die Visite und den Band Ärzte, Dichter und Rebellen).[10][11] Neben medizinischen Symposien im medart-Forum und in der medart-Buchhandlung Zell-Mosel Veranstaltung von Autorenlesungen Hansi Jochmann, Birgit Theresa Koch, Heike Raab und Hans Joachim Schädlich, ferner Ausstellungen zeitgenössischer Kunst (Otmar Alt, Helga Gerdts, Edite Grinberga, Dieter Masuhr, Hubert Röstenburg), auch kalligraphischer Kunst (Heidi Kahlke) und Art brut (Künstlergruppe Ebernach). Besondere Veranstaltungen: „Deutschland, ein Wintermärchen“ von Heinrich Heine mit Anne Rauen und „Tucholskys Moselreise“ mit Karl Krames, Rose Ausländer mit Heidi Kahlke, Konzerte mit Peter Friesenhahn und „Gesundheitstage“ (2004) sowie ein Symposium „Friedrich Schillers medizinische Schriften“ (2009).[12]